# Valsa ceratophora
Valsa ceratophora är en svampart som beskrevs av Tul. & C. Tul. 1863. Valsa ceratophora ingår i släktet Valsa och familjen Valsaceae.   Inga underarter finns listade i Catalogue of Life.